# Мацковка
Мацковка — деревня в Стародубском муниципальном округе Брянской области.

## География
Находится в южной части Брянской области на расстоянии приблизительно 16 км по прямой на запад-северо-запад от районного центра города Стародуб.

## История
Основана в середине XVIII века Григорием Бороздной, позднее перешла его зятьям. Входила в 1-ю полковую сотню Стародубского полка. В середине XX века работал колхоз им. Будённого. В 1859 году здесь (деревня Стародубского уезда Черниговской губернии) было учтено 9 дворов, в 1892 — 22. В середине XX века работал колхоз «Красные Вишеньки». До 2020 года входила в состав Запольскохалеевичского сельского поселения Стародубского района до их упразднения.

## Население
Численность населения: 55 человек (1859 год), 155 (1892), 46 человек в 2002 году (русские 96 %), 22 в 2010.